# Eulalia lobocephala
Eulalia lobocephala är en ringmaskart som beskrevs av Schmarda 1861. Eulalia lobocephala ingår i släktet Eulalia och familjen Phyllodocidae. Inga underarter finns listade i Catalogue of Life.